# Die Spitzenklöpplerin (Vermeer)
Die Spitzenklöpplerin ist ein von Jan Vermeer in den Jahren 1669 bis 1670 gemaltes Ölgemälde. Das 24,5 Zentimeter hohe und 21 Zentimeter breite Bild, das kleinste von Vermeers Bildern,  zeigt eine Frau, die an einer Klöppelspitze arbeitet. Das Bild ist signiert, aber nicht datiert. Heute befindet es sich in der Sammlung des Musée du Louvre in Paris.

## Bildbeschreibung
Im Zentrum des Bildes sitzt eine junge Frau an einem Arbeitstischchen, das eng an eine leere Wand gerückt ist. Sie trägt eine hellgelbes Kleid mit einem großen weißen Spitzenkragen, in der linken Hand hält sie  zwei Klöppel, mit der anderen sticht sie vorsichtig eine Nadel in das flache Kissen, auf dem sie an der  Spitze  arbeitet. Auf einem kleinen Holzkästchen neben ihrer Rechten liegt griffbereit ein Häufchen Klöppelnadeln, das Seidengarn wird in einem kissenartigen Behälter aufbewahrt, aus dem weiße und rote Fäden geschmeidig herausfließen.
Die junge Frau ist außerordentlich kompliziert frisiert. Das braune Haar ist sowohl über der Stirn als auch quer über den Kopf gescheitelt. Das zum Hinterkopf stramm zurückgekämmte Haar ist zu einem Zopf geflochten, der sich eng um den Hinterkopf legt. Zu beiden Seiten der Schläfen ringeln sich Lockensträhnen, die kunstvoll aus der strengen Frisur gelöst sind.
Frisur und Kleidung ebenso wie das Verarbeiten von kostspieligem Seidengarn lassen darauf schließen, dass es sich bei der jungen Frau um eine Tochter aus bürgerlichem Haus und nicht um eine Magd handelt.

## Geschichte
Das Bild war wahrscheinlich vor 1674 im Besitz von Vermeers Mäzen Pieter Claesz von Ruijven, war dann von 1681 bis 1682 im Besitz seiner Erben Magdalena van Ruijven und Jacob Dissius. 1696 wurde es in Amsterdam von den Erben Dissius für 28 Gulden versteigert. Nach mehreren weiteren Versteigerungen, bei denen die Preise nur schwach stiegen, erzielte es bei einer Auktion am 1. April 1870 3150 Gulden (6000 Franc). Im gleichen Jahr ging es für einen Preis von 7900 Franc an den Louvre, wo es noch heute aufbewahrt wird.

## Rezeption
Zwischen 1954 und 1957 arbeitete Dali mit Robert Descharnes an einem Film – der unvollendet blieb –, in  dessen Verlauf Vermeers Gemälde explodiert. 1957 wurde der Film mit dem Titel Die ungewöhnliche Geschichte von der Spitzenklöpplerin und dem Rhinozeros im Kino gezeigt.
Auch der 1977 erschienene gleichnamige Film von Claude Goretta mit Isabelle Huppert in der Titelrolle bezieht sich auf Vermeers Werk.